# Liste des évêques de Gand

## Bref historique
L'évêché de Gand fut créé le 12 mai 1559 lors de la réorganisation religieuse des Pays-Bas espagnols.

## Liste des évêques
Sauf indication contraire, la première date correspond à la prise de possession du siège épiscopal ; la seconde, au décès ou au transfert de l'évêque vers un autre siège.
- 29.08.1568 - 11.04.1576 : Corneille Jansen (alias Cornelius Jansenius) (à ne pas confondre avec son homonyme (1585-1638) auteur du jansénisme). Il est décédé le 11 avril 1576.
- 22.06.1588 - 02.11.1588 : Guillaume Damasi Van der Linden (alias Lindanus) (la première date correspond à son installation). Il était auparavant évêque de Ruremonde.
- ??.??.1591 - 14.09.1609 : Pierre Damant (la première date correspond à son installation).
- 02.11.1610 - 21.05.1612 : Charles Maes (alias Masius). Il était auparavant évêque d'Ypres.
- 08.02.1613 - 08.07.1616 : Henri François van der Burch. Il fut ensuite archevêque de Cambrai.
- 13.01.1617 - 26.11.1621 : Jacobus Boonen. Il fut ensuite archevêque de Malines.
- 15.03.1622 - 28.05.1657 : Antoine Triest. Il était auparavant évêque de Bruges.
- 08.06.1660 - 05.04.1665 : Charles van den Bosch. Il était auparavant évêque de Bruges.
- 04.07.1666 - 28.08.1673 : Eugène Albert d'Allamont. Il était évêque de Ruremonde et de Bois-le-Duc.
- 01.07.1677 - 04.01.1679 : François van Horenbeke.
- 26.12.1679 - 31.05.1680 : Ignace Schetz de Grobbendonk. Il était auparavant évêque de Namur.
- 15.06.1681 - 04.06.1694 : Albert de Hornes.
- 04.12.1694 - 03.02.1730 : Philippe Érard van der Noot.
- 02.03.1732 - 27.09.1741 : Jean-Baptiste de Smet. Il était auparavant évêque d'Ypres.
- 27.12.1742 - 27.09.1770 : Maximilien Antoine van der Noot.
- 05.08.1772 - 24.05.1778 : Govard Gérard van Eersel, comte d'Everghem, seigneur du territoire de Saint Bavon
- 24.05.1778 - 24.11.1779 : Sedes vacat.
- 22.11.1779 - 29.01.1795 : Ferdinand-Marie de Lobkowitz (ou Lobkowicz). Il était auparavant évêque de Namur. En 1795, il fuit son évêché devant l'arrivée des Français.
- 1802–1807 : Étienne André François de Paule Fallot de Beaumont de Beaupré (nommé ensuite au diocèse de Plaisance)
- 1807–1821 : Maurice Jean Madeleine de Broglie.
  - Nommé en 1813[1] : Jacques-Louis de La Brue de Saint-Bauzille
- 1829–1838 : Jean-François Van de Velde
- 1838–1864 : Louis-Joseph Delebecque
- 1865–1888 : Henri-François Bracq
- 1888–1889 : Henri-Charles Lambrecht
- 1890–1916 : Antoine Stillemans
- 1917–1927 : Émile-Jean Seghers
- 1927–1947 : Honoré-Joseph Coppieters, auparavant évêque titulaire d'Hélénopolis-en-Bithynie (de)
- 1947–1963 : Charles-Justin Calewaert
- 1964–1991 : Léonce-Albert Van Peteghem
- 1991–2003 : Arthur Luysterman
- 2004–2019 : Luc Van Looy
- 2019-2025 : Lode Van Hecke

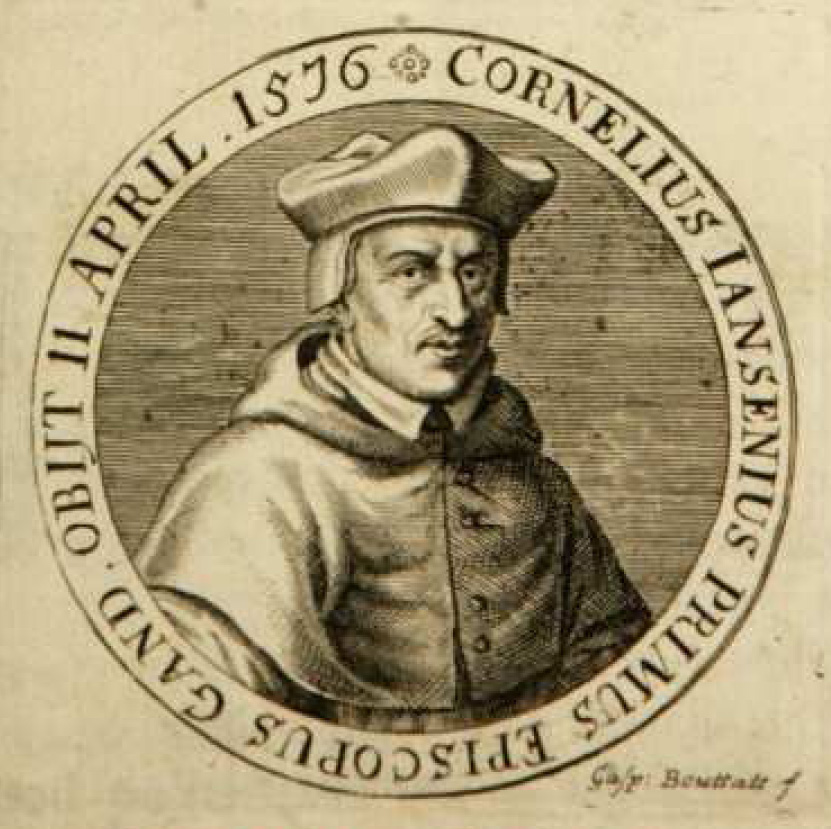
Cornelius Jansenius
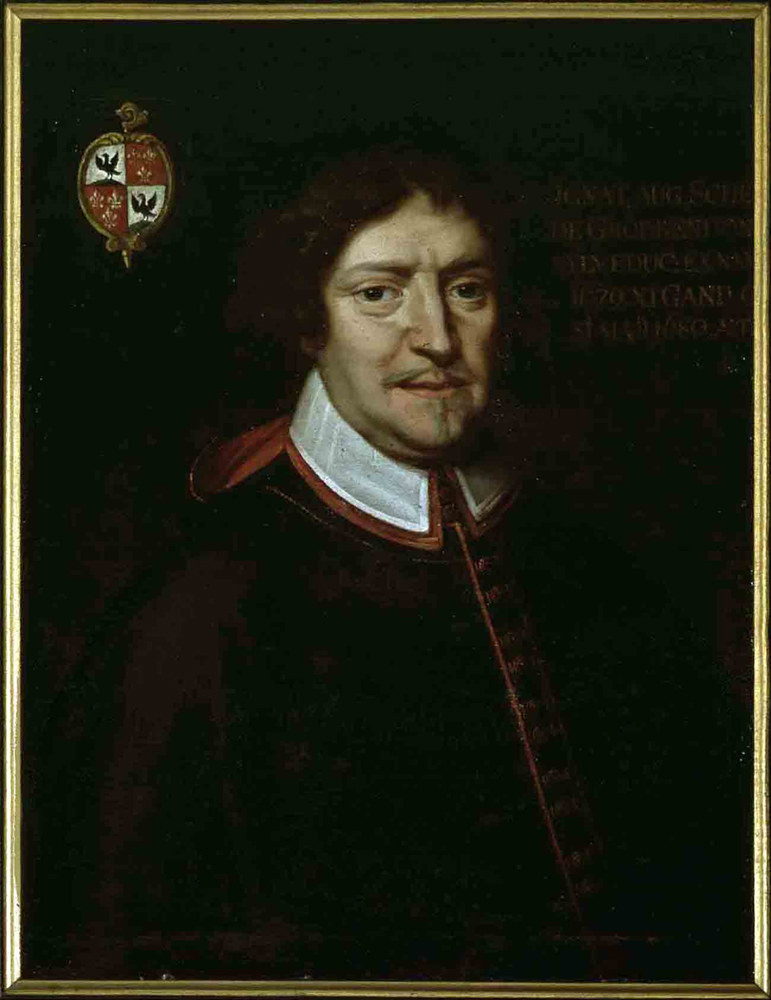
Ignace Schetz de Grobbendonk
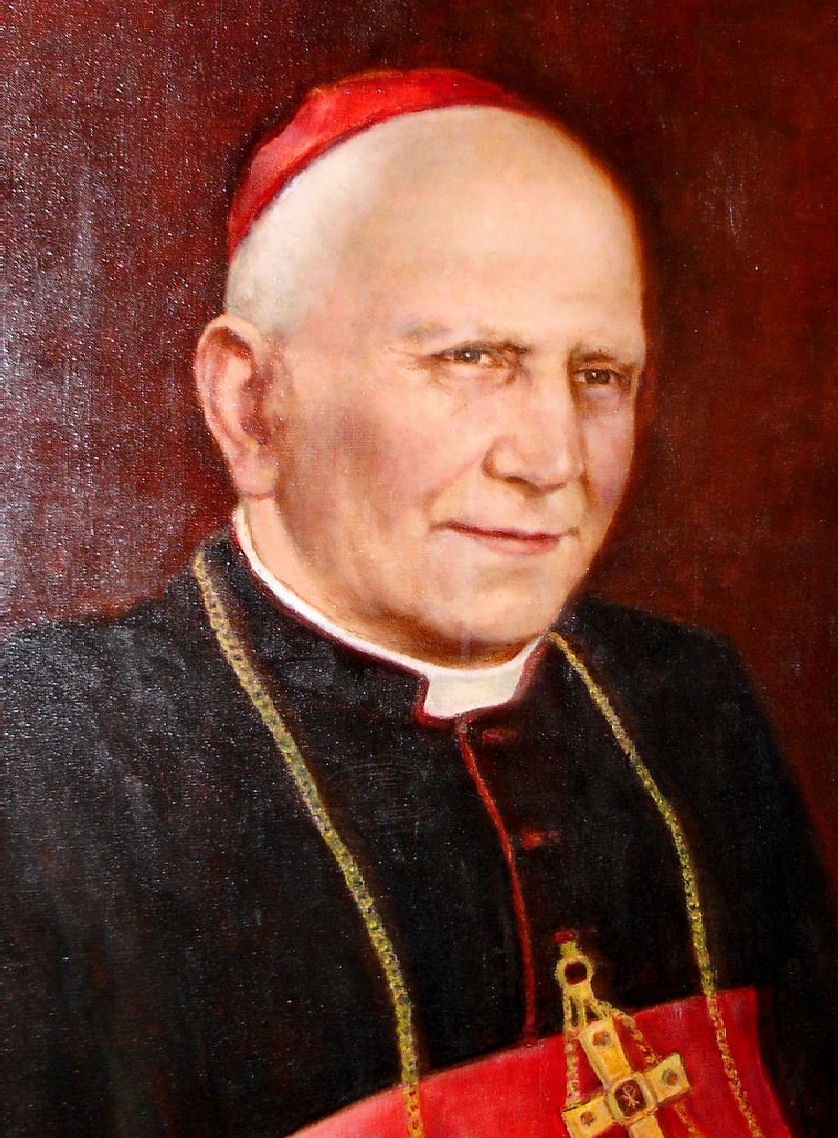
Jules Victor Daem
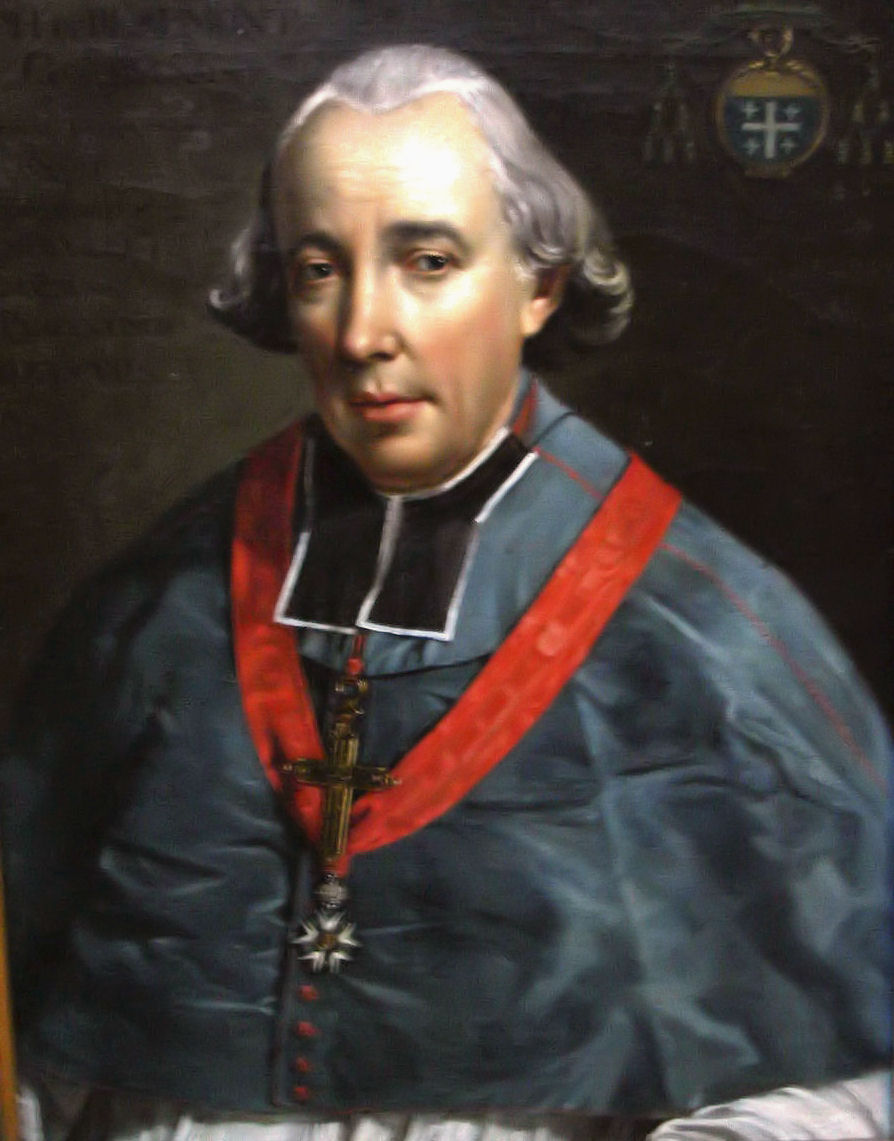
Mgr Fallot de Beaumont
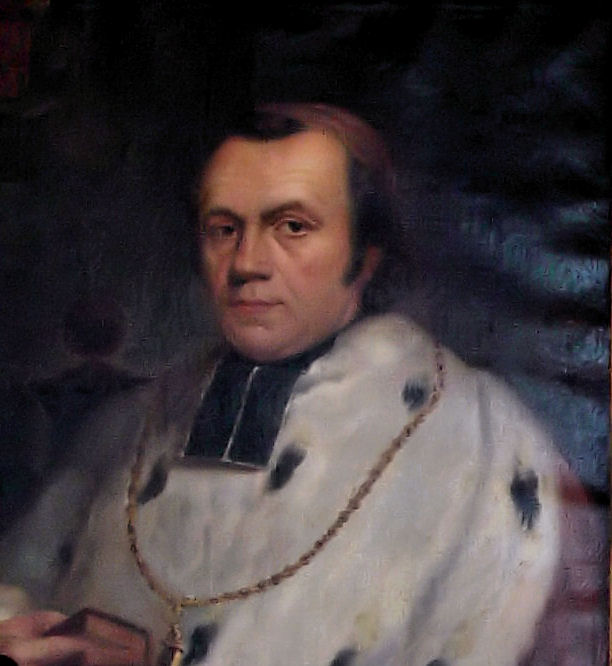
Mgr Bracq